# Technische Anforderungen an Fahrzeugteile bei der Bauartprüfung nach § 22a StVZO
Die Technischen Anforderungen an Fahrzeugteile bei der Bauartprüfung nach § 22a StVZO, kurz Technische Anforderungen oder TA genannt, sind 34 Anlagen zum § 22a Straßenverkehrszulassungsordnung (StVZO). 
Darin sind die Prüfbedingungen und -vorschriften für die, die Prüfzeichen vergebenden Ingenieure festgelegt.

## Bestandteile
- Teil I
  - definiert mit zwei TA die Prüfverfahren und allgemeinen Anforderungen.
- Teil II 
  - definiert im Abschnitt A in zweiundzwanzig TA die Anforderungen an lichttechnische Einrichtungen an Straßenfahrzeugen.
  - Im Abschnitt B werden in zehn weiteren TA unter anderem die Anforderungen für Sicherheitsgurte, Sicherheitsglas, Anhängerkupplungen, Motorrad-Beiwagen, Fahrtenschreiber, Fahrzeugheizungen und Kindersitzen festgelegt.